# Peropteryx macrotis
Peropteryx macrotis is een zoogdier uit de familie van de schedestaartvleermuizen (Emballonuridae). De wetenschappelijke naam van de soort werd voor het eerst geldig gepubliceerd door Wagner in 1843.